# Емерсон (Небраска)
Емерсон (англ. Emerson) — селище (англ. village) в США, в округах Діксон, Дакота і Терстон штату Небраска. Населення — 840 осіб (2020).

## Географія
Емерсон розташований за координатами 42°16′42″ пн. ш. 96°43′35″ зх. д. / 42.27833° пн. ш. 96.72639° зх. д. (42.278205, -96.726290).  За даними Бюро перепису населення США в 2010 році селище мало площу 1,23 км², з яких 1,23 км² — суходіл та 0,00 км² — водойми.

## Демографія
Згідно з переписом 2010 року, у селищі мешкало 840 осіб у 355 домогосподарствах у складі 218 родин. Густота населення становила 685 осіб/км².  Було 377 помешкань (307/км²).
Расовий склад населення:
| - 96,0 % — білих - 1,8 % — корінних американців - 0,4 % — вихідців з тихоокеанських островів - 0,1 % — чорних або афроамериканців - 0,1 % — азіатів |

До двох чи більше рас належало 1,2 %. Частка іспаномовних становила 5,6 % від усіх жителів.
За віковим діапазоном населення розподілялося таким чином: 24,9 % — особи молодші 18 років, 53,1 % — особи у віці 18—64 років, 22,0 % — особи у віці 65 років та старші. Медіана віку мешканця становила 41,6 року. На 100 осіб жіночої статі у селищі припадало 85,0 чоловіків;  на 100 жінок у віці від 18 років та старших — 81,3 чоловіків також старших 18 років.
Середній дохід на одне домашнє господарство  становив 52 365 доларів США (медіана — 40 000), а середній дохід на одну сім'ю — 60 983 долари (медіана — 59 844). Медіана доходів становила 40 179 доларів для чоловіків та 30 404 долари для жінок. За межею бідності перебувало 16,1 % осіб, у тому числі 28,9 % дітей у віці до 18 років та 9,1 % осіб у віці 65 років та старших.
Цивільне працевлаштоване населення становило 387 осіб. Основні галузі зайнятості: освіта, охорона здоров'я та соціальна допомога — 27,6 %, виробництво — 20,4 %, роздрібна торгівля — 14,0 %.